# Marian Ignacy Morawski
Marian Ignacy Morawski, właściwie Ignacy Marian Dzierżykraj-Morawski herbu własnego (ur. 15 sierpnia 1845 w Freiwaldzie, zm. 6 maja 1901 w Krakowie) – jezuita, filozof, teolog, pedagog, wykładowca akademicki. Najwybitniejszy na polskim gruncie neoscholastyk. Prekursor neotomizmu na ziemiach polskich. Sprzyjał popularyzacji twórczości Władimira Sołowjowa w Polsce , m.in. opublikował artykuł o nim w krakowskim czasopiśmie Przegląd Powszechny .

## Życiorys
Jego ojciec był Wojciech, który przez babkę pochodził z rodu Łubieńskich, i był kuzynem m.in. Bernarda Łubieńskiego oraz Teodora Korwin Szymanowskiego, owdowiawszy później sam został kapłanem. A matka jego, siostrzenica Ks.Stanisława Chołoniewskiego, była Marianna z Grocholskich. Był stryjem swego imiennika, zamęczonego przez Niemców, Mariana Morawskiego.
Kształcił się w kolegium jezuitów Saint Clément w Metzu. W 1863 wstąpił do zakonu jezuitów. W 1870 był jednym z redaktorów Tygodnika Soborowego. W 1871 był kapelanem jeńców francuskich w Poznaniu. Wykładał filozofię (1873-1879). Był pionierem i jednym z najwybitniejszych przedstawicieli neoscholastyki w Polsce. W 1879 został dyrektorem konwiktu w Tarnopolu, a potem rektorem tej uczelni. Będąc zwolennikiem szkoły wyznaniowej i humanistycznej, ukazującej wzory postępowania, wskrzeszał koła i rozwinął teatr szkolny. 

Wraz z ks. Henrykiem Jackowskim SJ był inicjatorem klasycznego liceum w ramach tradycyjnych akademii jezuickich jakie były w przeszłości szkoły w Połocku oraz w Tarnopolu. Zakład Naukowo-Wychowawczy Ojców Jezuitów w Chyrowie, potocznie znany do 1939 r. jako "Chyrów", powstał 1883-1886 w Galicji, koło Przemyśla. Morawski przeznaczył środki ze swojej ojcowizny w wysokości 105 000 złotych reńskich na powstanie w Bąkowicach, w pobliżu Chyrowa, zakładu naukowo-dydaktycznego dla młodszych chłopców.

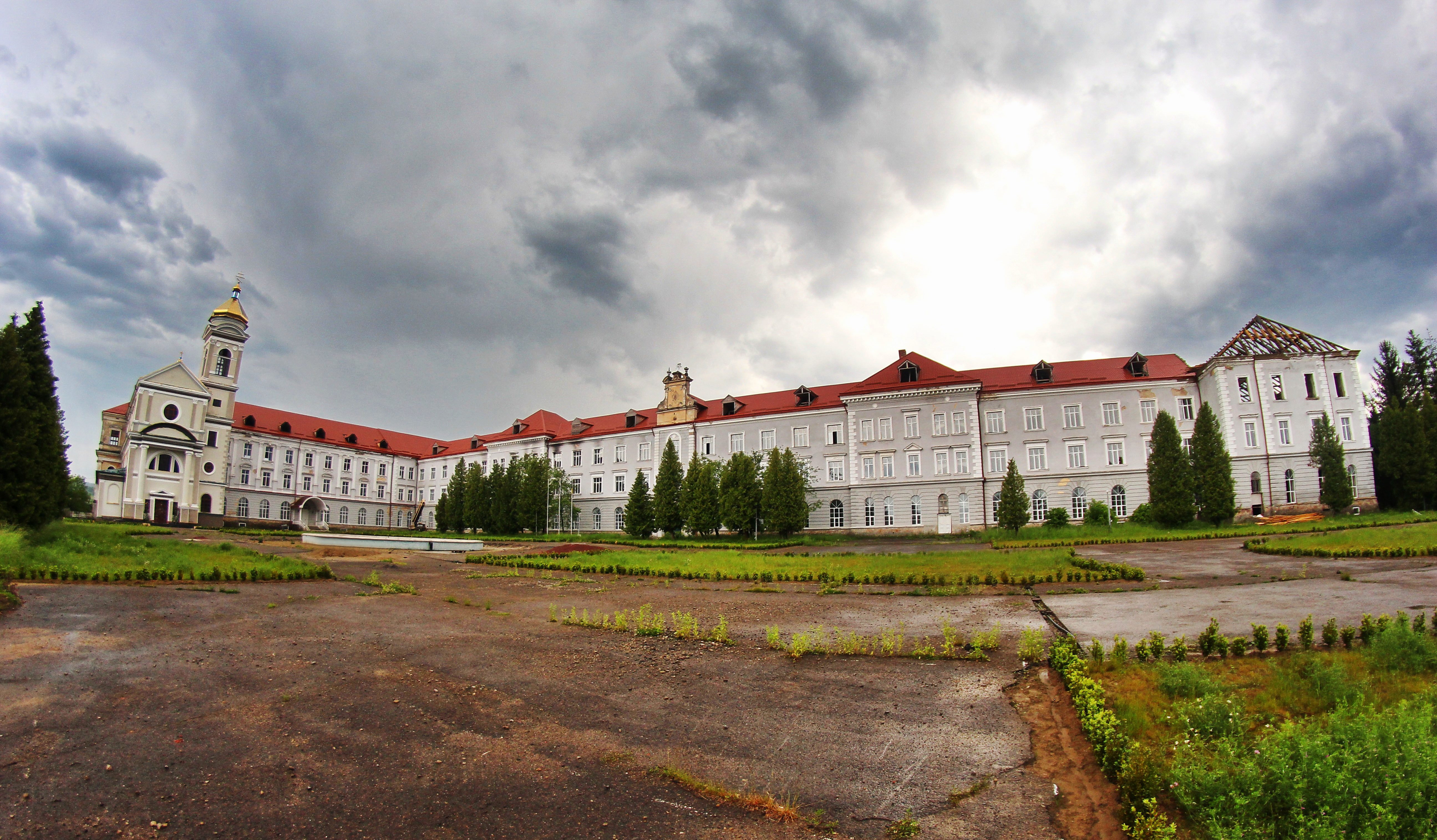
Widok współczesny konwiktu jezuickiego w Chyrowie

Ksiądz Morawski był założycielem, redaktorem naczelnym „Przeglądu Powszechnego” i przełożonym Kolegium Pisarzy. Na łamach „Przeglądu Powszechnego” zostały opublikowane największe dzieła Jezuity: Celowość w naturze, Wieczory nad Lemanem, Zasady Etyki i Prawa. Już jako redaktor „Przeglądu Powszechnego”, ks. Morawski poznaje jednego z największych rosyjskich myślicieli i mistyków, Władimira Sołowjowa, a ich pierwsze spotkanie nastąpiło za pośrednictwem któregoś z francuskich jezuitów . Od 1887 wykładał dogmatykę szczegółową na Uniwersytecie Jagiellońskim, gdzie od 1891 był profesorem zwyczajnym, a także dziekanem Wydziału (1894-1895). Marian I. Morawski został profesorem zwyczajnym w dniu 19 stycznia 1891 roku. W roku akademickim 1894/1895 był dziekanem Wydziału. 
W 1891 powstała z jego inicjatywy pierwsza w Polsce Sodalicja Akademików pw. Najświętszej Maryi Panny Gromnicznej.
Ogólne jego stanowisko filozoficzne jest zgodne z neoscholastyką, szczegółowo zajął się kwestią stosunku rozumu do wiary, między którymi według Morawskiego nie może być niezgody, ale wzajemna pomoc. 
Został odznaczony brązowym Krzyżem Zasługi rządu francuskiego. Został pochowany na cmentarzu Rakowickim w Krakowie.

## Niektóre publikacje
- Filozofia i jej zadanie (Lwów 1877)[11]
- Celowość w naturze 1887[12], (3 wyd. 1891)
- Ostatni dzień Flawiuszów (Kraków 1910[13], dramat dla teatru szkolnego)
- Podstawy etyki i prawa (1891)[14]
- Wieczory nad Lemanem (1893)
- Katechizm mniejszy (1888)
- Katechizm większy (1888)[15]
- Świętych obcowanie – Pożycie mieszkańców nieba między sobą – Obcowanie ich z nami (I cz. 1903)[16]
- Dogmat łaski – 19 wykładów o porządku nadprzyrodzonym (1924)[17]

Oprócz tego wydał kilka dzieł ascetycznych, wiele artykułów i recenzji.

## Inne pisma
- O nabożeństwie do Najświętszego Serca Jezusowego w stosunku do dogmatu i kultu katolickiego
- Dziewięć nauk o Sercu Jezusowym, jako Sercu Kościoła
- O ofierze krzyża
- O męce Pana Jezusa – Kazanie na Wielki Piątek
- O rozmyślaniu i rachunku sumienia podług św. Ignacego, wyd. 4 (1893)
- Homilia na niedzielę Wielkanocną
- Kazanie na niedzielę Zielonych Świątek – Czym jest Duch Święty w Kościele?
- O ofierze Serca Jezusowego w Najświętszym Sakramencie
- Kazanie na uroczystość Niepokalanego Poczęcia Najświętszej Maryi Panny
- Zarys nauki o Niepokalanym Poczęciu Najświętszej Maryi Panny
- Kazanie na uroczystość Serca Maryi
- Kazanie na uroczystość Zwiastowania Najświętszej Maryi Pannie
- Kazanie na uroczystość Matki Boskiej Różańcowej
- O Mądrości Krzyża. Kazanie na uroczystość św. Katarzyny
- Kazanie na uroczystość św. Franciszka Ksawerego
- Konferencja o poznaniu samego siebie
- Skarb duchowny dla Braci Towarzystwa Jezusowego (1894)
- Novem officia erga Sacr. Cor Jesu ad mentem B. Margarithae Alacoque concinnata (Tarnopol 1881)
- O Kościele jako znaku, któremu się sprzeciwiają
- Asemityzm. Kwestia żydowska wobec chrześcijańskiej etyki
- Podpieracz katolicyzmu
- Podstawy etyki i prawa, wyd. 3 (1907)
- O pojedynku  (1892)
- O związku sztuki z moralnością 1887
- Co to jest hipnotyzm (1889)
- Niebo nocne a dzienne (1900)
- „Wyznania” liberała
- „Spowiedź” Lwa Tołstoja
- Rezenzja „Bez dogmatu” Henryka Sienkiewicza
- W sprawie sztuki z powodu książki Stanisława Witkiewicza „Sztuka i krytyka u nas” (1892)
- W czym tkwi siła Renana, wyd. 2 (1896)
- Klasycyzm w szkołach średnich
- Pielgrzymka życia, wyd. 2 (1892)
- U stóp Sfinksa
- Rzym – Koloseum – (Wrażenia z podróży)
- Narodowość wobec filozofii i wobec chrystianizmu